# Jugoslavenske tajne službe (serijal)
Jugoslavenske tajne službe naziv je dokumentarno igranog serijala autora Miljenka Manjkasa u kojem je kroz 10 epizoda obrađen nastanak, stvaranje i djelovanje Jugoslavenskih tajnih službi, OZNE, UDBE i KOS-a.

## Opseg
U snimanju je sudjelovalo više od 70 sugovornika, što povjesničara i publicista, što izravnih sudionika događaja - od šefova, agenata i ubojica tajnih službi te tadašnjih partijskih moćnika pa sve do preživjelih žrtava atentata i članova obitelji nastradalih.
Serijalom su obuhvaćeni poratni genocid nad hrvatskim narodom, obračun s Crkvom i građanskim političarima, sukob s Informbiroom, Goli otok te gušenje Hrvatskog proljeća odnosno akcije u kojima su aktivno sudjelovale tajne službe. Tematizirano je više od 60 pojedinačnih slučajeva likvidacija, neuspjelih atentata, otmica, ubojstava u zatvoru i političkih namještaljki, kao i masovne represije nad ideološkim neprijateljima. 
Istraživački tim serijala obradio je više od 1.000 arhivskih audio-snimki i dokumenata, od kojih su mnogi prvi put predočeni javnosti. Oko 30 događaja rekonstruirano je pomoću akcijskih ili dijaloških igranih scena s poznatim hrvatskim glumcima: Goran Navojec (Luburić), Goran Grgić (Stepinac), Boris Svrtan (Tito) itd.
Serijal je otkrio ranije nepublicirane detalje i fenomene vezane uz YU tajne službe: Agenti su kopirali metode NKVD-a, postojalo je 2 milijuna dosjea nadziranih građana, a omjer je bio jedan agent na 10 stanovnika što je bilo više nego u SSSR-u. Otkrivene su metode isljeđivanja i tortura, lažna svjedočenja, montirani procesi, smaknuća bez suđenja, ilegalna hapšenja te Titova opsjednutost službama.

## Produkcija
- producenti: Miljenko Manjkas
Miroslav Rezić
- redatelj igranih scena: Silvio Jesenković
- scenarist: Andrej Rora
- stručni recenzenti: Josip Jurčević
Vladimir Geiger
- sinopsis: Obrad Kosovac
- asistent redatelja: Val Kurtin
- narator: Danijel Ljuboja
- tekst čitao: Mario Anduš
- istraživač i suradnik na scenariju: Bože Vukušić
- lektura: Lidija Šprajc
- izvršna producentica: Marija Kulenović

## Glavne uloge
- Goran Navojec kao Vjekoslav Luburić
- Goran Grgić kao Alojzije Stepinac
- Željko Vukmirica kao Tito (stariji)
- Boris Svrtan kao Tito (mlađi)
- Jan Kerekeš kao Jovo Kapičić
- Ljubo Kerekeš kao Andrija Hebrang
- Dušan Bučan kao Aleksandar Ranković
- Zoran Kelava kao Franjo Goreta
- Ivica Pucar kao Sreten Žujović
- Zlatko Ožbolt kao Dobroslav Čulafić
- Saša Buneta kao Srđan Andrejević
- Alen Šalinović kao Visoki dužnosnik savezne Udbe
- Duško Modrinić kao Milovan Đilas
- Ivan Đuričić kao Ivo Lola Ribar
- Ante Krstulović kao Edvard Kardelj
- Robert Stunuković kao Ivan Prusac

## Epizode

### Staljinovi učenici (1. ep.)
Josip Broz ispekao je obavještajni zanat u Moskvi, a subverzivni u Španjolskome građanskom ratu. Uz pomoć sovjetskih tajnih službi prokrčio si je put do vrha Komunističke partije, pri čemu je što denuncijacijama, što podmetanjima, što likvidacijama, eliminirao sve svoje konkurente. Ratnik, državnik, konspirativac sa sedamdeset kodnih imena, najviše na Balkanu: Valter, Viktor, Karlson, Mekas, ing. Babić... Nitko ni danas ne zna zašto se i kada počeo koristiti pseudonimom Tito.
Po uzoru na NKVD, Staljinovu političku policiju, u špilji u Drvaru 13. svibnja 1944. osnovao je OZNU, partizansku tajnu službu. Glavna zadaća bila je proširiti popise takozvanih narodnih neprijatelja, a cilj poslijeratni obračun sa što većim brojem neistomišljenika. Još u Drvaru, dakle, planiran je Bleiburg. Na toj sjednici partizanskoga Vrhovnog štaba sovjetski generali još su jednom poučili maršala Tita najvažnijem pravilu za uspostavu i učvršćenje komunističke vlasti - bez milosti!

### Krvavi tragovi slobode (2. ep.)
Krajem 1944. Crvena armija instalirala je Tita u Srbiji, odakle kreće u pohod na ostatatak Jugoslavije. Radi učvršćenja komunističke vlasti, partizanska tajna služba OZNA dobiva zadatak - kako to piše u jednoj naredbi - da istrijebi narodne neprijatelje, i stvarne i potencijalne. A to je po ondašnjim kriterijima mogao biti svatko tko nije bio pristupio partizanima. Prvi će se na udaru naći pripadnici njemačke manjine, mahom starčad, žene i nejač. Brojke su zastrašujuće: život je izgubilo oko 60.000 'Švaba', od čega 26.000 žena i 6000 djece mlađe od 14 godina.
Planske, masovne likvidacije bez suđenja nastavljene su u Zagrebu te po Sloveniji i na Križnom putu, nakon što su Britanci izručili razoružane hrvatske vojnike i civile s Bleiburga. Citirajmo dnevnik 17. istočno-bosanske divizije, jedne od partizanskih jedinica zaduženih za egzekucije u "Deželi". 23. maja 1945.: Zadatak: likvidiranje izdajnika. Zbog izvršavanja postavljenog zadatka nije se nikakav rad odvijao u toku dana. 24. maja: isti zadatak. 25. maja: isti zadatak.
Samo na području Kočevja, gdje je ordinirala 11. dalmatinska brigada, leže posmrtni ostaci oko 30.000 zarobljenika. Mnogi od egzekutora stradat će od takozvane partizanske bolesti - poludjet će od silne prolivene krvi! To se dogodilo i Šibenčaninu Ljubi Periši, načelniku OZNE spomenute brigade. Mučen noćnim morama, ubio je i ženu i djecu i sebe.

### Obračun s narodnim neprijateljima (3. ep.)
Nakon masovnih likvidacija ratnih zarobljenika i civila OZNA i KNOJ kreću u obračun s takozvanim narodnim neprijateljima - politički oponenti, Crkva, slobodoumni intelektualci, svi oni postali su neprijatelji.
Monsinjor Juraj Batelja prvi put pred kamerama čita dokumente koji dokazuju tko je pripremao "eliminaciju" nadbiskupa Stepinca i kako. UDBA je nadbiskupa sustavno trovala. Tajne službe krivotvorile su liječničke kartone, pa je Stepinac liječen od jedne bolesti, a bolovao je od sasvim druge.
Istodobno počinju i prve likvidacije emigranata.
Tajne službe pozatvarat će HSS-ovce, a potom obračunati s njihovim predstavnicima u Vladi. Ministri Ivan Šubašić i Juraj Šutej jedva će se izvući iz koalicijskog zagrljaja smrti, ali će ih UDBA do kraja života sustavno nadzirati.

### Klopka za gerilce (4. ep.)
Pred Jugoslavenskim tajnim službama su četiri velike akcije. Strpljivo pripremanom akcijom u klopku je najprije pao četnički vođa Draža Mihailović. Izdao ga je najbliži suradnik.
U Hrvatsku je ubačeno 19 gerilskih grupa s ciljem rušenja komunizma. Spektakularnom akcijom, UDBA ih je sve pohvatala. U akciji kodnog imena 10. april, odnosno Gvardijan, prste je imala i britanska obavještajna služba, a gerilce je izdao suborac, ustaški časnik, Ljubo Miloš.
Većina Kavranove grupe ubijena je tokom isljeđivanja ili strijeljana. Rijetki preživjeli kasnije tvrde da su potpisivali sve što se od njih tražilo, jer da takva mučenja niko ne može izdržati.
Ministar unutrašnjih poslova NDH Mate Frković tri puta je izbjegao sigurnu smrt. Jedni će reći da je imao sreće, a drugi, pravodobnu informaciju.
Za ustaškim poglavnikom Antom Pavelićem jugoslavenske tajne službe tragale su od samog kraja 2. svjetskog rata. Atentat je izvršen tek krajem pedesetih.

### Udar Titove šake (5. ep.)
UDBA je naša sudba! Visoki agent Udbe Ilija Stanić (inače osumnjičen za ubojstvo Maksa Luburića) ekskluzivno otkriva kako je srpska tajna služba, po Titovu nalogu, likvidirala hrvatskoga komunističkog vođu Andriju Hebranga, lažno optuženog da je sovjetski, gestapovski i ustaški špijun. U nedostatku dokaza, režim nije smio riskirati suđenje. Nakon što je odbačen prvotni plan da ga se otruje, Hebrang je zadavljen vojničkim remenom, a likvidacija je predstavljena kao suicid vješanjem. Sugovornik tvrdi da je žrtvino tijelo najvjerojatnije spaljeno... 
Tito se istrgnuo iz Staljinovog zagrljaja, Jugoslaviji osigurao neovisan status, ali je Rezoluciju Informbiroa (razlaz sa Staljinom 1948.) pratio obračun sa svim protivnicima - stvarnim i potencijalnim. Više od 80 posto zatočenika, naime, dospjelo je na Goli otok bez dokaza i sudske presude - diskrecijskom odlukom tajne službe. Sugovornik Alfred Pal, koji je dvostruki zatočenik Golog otoka, tvrdi da su agenti Udbe imali novčanu premiju po broju osoba koje bi poslali u logor. UDBA je na Golom osmislila, implementirala i nadzirala dotad neviđeni, kanibalski zatvorski sustav. Služba uopće nije prljala ruke, kažnjenici su za nju obavljali posao ubijajući se međusobno.

### Revolucija jede svoju djecu (6. ep.)
Igrano-dokumentarna serija Jugoslavenske tajne službe u šestoj epizodi ekskluzivno emitira snimku četiri desetljeća skrivanog iskaza Udbina agenta Ilije Stanića svojim šefovima o tome kako je po nalogu jugo-režima uspio u Španjolskoj likvidirati zapovjednika endehaških koncentracijskih logora ustaškog generala Vjekoslava Maksa Luburića. Žrtvu je prvo otrovao, a zatim joj rascopao glavu čekićem i štangom. Ekipa JTZ-a suočila je Stanića s kompromitantnom snimkom. U svojoj ispovijedi, danoj izravno u našu kameru, tvrdi da je sudjelovao u zločinu, ali da ga nije neposredno izvršio. A pred Udbom je, dalje tvrdi, punu odgovornost preuzeo na sebe kako bi dobio stan, stalni posao i bijesni automobil! Citirajmo njegovu novu izjavu: "Ja volio život, kupiše mi BMW 2002t. Najljepše auto imo sam u Beogradu tada. Drap boje, a ono unutra plavi štofovi bili. No ja sam se davno pokajao. Pokajao sam se tamo gdje treba, pred oltarom i ispovijedio. Izuzetno mi je krivo i žao što sam učestvovao u nečem što je nedolično čovjeka." U epizodi donosimo i kako su hrvatski kontraobavještajci predvođeni Ivanom 'Stevom' Krajačićem pomogli Titu da ukloni najopasnijeg konkurenta - srpskog centralista i unitarista Aleksandra 'Leku' Rankovića, vladara moćne Udbe, koja je nadzirala oko dva milijuna jugoslavenskih građana. Većina obavještajnih analitičara, pa tako i onih hrvatskih, smatra da je Rankoviću podmetnuto da je prisluškivao 'najvećeg sina naših naroda i narodnosti'.

### Oko za oko (7. ep.)
U samo pet godina, od pada Rankovića do Hrvatskog proljeća, jugoslavenske tajne službe u inozemstvu su likvidirale 22 politička emigranta. Ne miruje ni politička emigracija.
Udbini agenti nagovaraju Franju Goretu da ubije četvoricu vođa najopasnije emigrantske organizacije Hrvatskog revolucionarnog bratstva - HRB. Umjesto njih Goreta je likvidirao jugoslavenskog konzula Savu Milovanovića i postao stalna Udbina meta. Preživio je dva atentata. S atentatorom se ponovno sreo u Domovinskom ratu. Sedma epizoda donosi Goretinu ispovijest.
Ljepuškasta Njemica, suradnica Udbe, zavela je člana HRB-a, Marijana Šimundića, namamila u osamu, gdje ga je likvidirao Udbin ubojica. Egzekutor i Udbina agentica nesmetano su živjeli u Jugoslaviji. Ona je hićena 15-ak godina poslije, prilikom ulaska u Njemačku i osuđena na dugogodišnju zatvorsku kaznu. Epizoda donosi rekonstrukciju likvidacije temeljenu na sudskoj presudi.
Vlč. Krunoslav Draganović imao je prijatelje među mnogim utjecajnim političarima i obavještajcima u svijetu, ali i golemu građu o poslijeratnim partizanskim zločinima nad hrvatskim zarobljenicima. Kada je odlučio objaviti knjigu, otet je i doveden u Jugoslaviju i zatvoren. UDBA ga je nadzirala sve do smrti 1982. u Sarajevu. Dvojica hrvatskih emigranata koji su nastavli Draganovićev rad nisu bili njegove sreće - UDBA ih je likvidirala, Ivu Bogdana 1981. u Buenos Airesu i Nikicu Martinovića 1975. u Klagenfurtu.

### Gerilske skupine na tlu Jugoslavije (8. ep.)
Hrvatsko revolucionarno bratstvo (HRB), tajna organizacija u inozemstvu, tijekom 60-ih i 70-ih u Jugoslaviju ubacuje tri terorističke i gerilske skupine. Šira javnost niti danas o tome gotovo ništa ne zna.
Skupina Fenix ubačena je 1972. i više od mjesec dana vodila je borbe u šumama središnje Bosne i južne Hrvatske s jugoslavenskom vojskom. Cilj joj je bio podići ustanak hrvatskog naroda i izboriti samostalnost.
8. epizoda "Jugoslavenskih tajnih služba" donosi nikad ispričanu priču o tim akcijama. Rekonstrukcija se temelji na razgovorima s dvadesetak sudionika s obje strane. Pred kamerama prvi put govori čelnik HRB-a Jure Marić.
Nakon gušenja akcije, kao njezina izravna posljedica, uslijedio je i niz likvidacija u zemlji i inozemstvu.

### Preuranjena samostalnost (9. ep.)
Vojna Kontraobavještajna služba (KOS) po Titovu je nalogu odigrala ključnu ulogu u gušenju Hrvatskog proljeća. Obje akcije operativno je vodio jedan te isti Hrvat, Slavonac - general Ivan Mišković zvani Brk. Stolujući u vili Weiss, kao ondašnji šef KOS-a iz pozadine je izdavao direktive kako da se likvidira studentski pokret i uhite najistaknutiji hrvatski sveučilištarci (Čičak, Budiša, Dodig, Paradžik). U njegovoj je 'kuhinji' nastao i popis tzv. Komiteta pedesetorice - izmišljotina o postojanju vrhovnog stožera 'hrvatske kontrarevolucije'! Cilj je bio psihološko-propagandno pripremiti teren za daljnje represalije. Centralni komitet Saveza komunista Hrvatske, naime, bio je formirao posebnu ideološku komisiju koja je odlučivala tko će od proljećara ('maspokovaca') u zatvor, tko će ostati bez posla, a tko će - kao najblaža kazna - biti izbačen iz Partije. Oko 10.000 ljudi tada je nastradalo. Istodobno, nakon gušenja hrvatskog proljeća, jugoslavenski režim pojačao je teror nad političkom emigracijom. Samo u razdoblju od 1972. do 1980. Služba državne sigurnosti (nekadašnja UDBA) ubila je 22 hrvatskih iseljenika, među njima i Brunu Bušića. Pritom se najčešće zaboravlja da su (po republičkom ključu) Hrvate u pravilu likvidirali Hrvati! Udbini atentatori za nagradu su dobivali novac, bijesne automobile, stalni posao, stanove, kafiće, čak i hotele!

### I poslije Tita - Tito (10. ep.)
Posljednja epizoda serijala donosi niz dosad skrivanih dosjea o likvidacijama hrvatskih emigranata, među njima i Inina direktora Stjepana Đurekovića: kako je Služba državne sigurnosti (bivša UDBA) vrbovala ubojice, kako su se pripremale akcije te tko je, najvažnije, odobravao atentate! Tako u presudi Višega njemačkog suda u Münchenu, prešućivanoj u nas, doslovce stoji: 'Do Titove smrti 1980. godine on je osobno donosio potrebne odluke. Nakon toga su za naredbe likvidacija bili zaduženi nositelji političkih funkcija u okviru pojedinih izvršnih komiteta Saveza komunista'-kasnijeg SDP-a
Na kraju serijala otkriva se i kako su se UDBA i KOS (vojna kontraobavještajna služba) planski uključile u proces raspada Jugoslavije i stvaranja kaosa tijekom Domovinskog rata Prvi im je bio cilj: biti amnestiran za sve dotadašnje zločine. Drugi cilj: zauzeti pozicije u novom sistemu, zadržati povlastice te utjecaj na lijeve političke tokove te tako oslabiti tek osnovanu i nezavisnu Republiku Hrvatsku.

## Emitiranje
Prva epizoda serijala premijerno je prikazana na HRT-u 2. travnja 2012.

## Vanjske poveznice
- Izvješće Vijeća za utvrđivanje poratnih žrtavakomunističkog sustava ubijenih u inozemstvu Komisije za utvrđivanje ratnih i poratnih žrtava Hrvatskoga državnog sabora - Poratne žrtve državnog terora SFRJ u inozemstvu  Arhivirana inačica izvorne stranice od 10. kolovoza 2016. (Wayback Machine)